# Cistus ralletii
Cistus ralletii är en solvändeväxtart som beskrevs av J.-p. Demoly. Cistus ralletii ingår i släktet Cistus och familjen solvändeväxter. Inga underarter finns listade i Catalogue of Life.